# Мальоло
Мальоло (итал. Magliolo) — коммуна в Италии, располагается в регионе Лигурия, в провинции Савона.
Население составляет 825 человек (2008 г.), плотность населения составляет 43 чел./км². Занимает площадь 19 км². Почтовый индекс — 17020. Телефонный код — 019.
Покровителями коммуны почитаются святые Косма и Дамиан, врачи безмездные, празднование 27 сентября.

## Демография
Динамика населения:

## Администрация коммуны
- Официальный сайт: http://www.comune.magliolo.sv.it/